# Ernst Gren
Ernst Wilhelm Gren eller Green, född 1889, död 1962, var en svensk gårdfarihandlare och hembygdsforskare. Han skrev om sin födelsebygd i norra Kinnevalds härad, särskilt Jäts socken och Kalvsviks socken. Han bodde under senare delen av livet på Båtsmansbacken i Växjö.